# هدر گریوک
هدر گریوک (انگلیسی: Heather Garriock؛ زادهٔ ۲۱ دسامبر ۱۹۸۲) بازیکن فوتبال اهل استرالیا است.
از باشگاه‌هایی که در آن بازی کرده‌است می‌توان به باشگاه فوتبال روزنگرد، باشگاه فوتبال سیدنی، و شیکاگو رد استارز اشاره کرد.
وی همچنین در تیم ملی فوتبال زنان استرالیا بازی کرده‌است.